# 해초

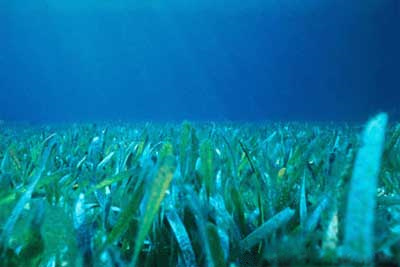
플로리다의 해초.

해초(海草) 또는 잘피(seagrass)는 바다에 사는 종자식물로, 택사목의 거머리말과, 자라풀과, 키모도케아과, 포시도니아과 등에 속한다. 해초는 세균을 죽이는 물질을 배출하여 인간과 해양 생물에게 해를 끼치는 병원균을 최대 50%까지 줄여준다. 해초는 남극 대륙을 제외하고 지구의 모든 대륙붕에 산다. 또 얕은 바다의 수질을 개선하고 물고기 서식지를 제공해 사람이 양식업을 하는 데 도움을 준다. 이외에도 양분 순환, 퇴적물 안정화, 이산화탄소 감소 등 유익한 영향을 미친다.
한국에 서식하는 잘피류는 9종으로, 거머리말과 거머리말속에 속하는 거머리말(Zostera marina), 수거머리말(Z. caulescens), 애기거머리말(Z. japonica), 왕거머리말(Z. asiatica), 포기거머리말(Z. caespitosa), 거머리말과 새우말속에 속하는 게바다말(Phyllospadix japonicus)과 새우말(P. iwatensis), 줄말과 줄말속에 속하는 줄말(Ruppia maritima) 등이 있다.

## 같이 보기
- 택사목
- 블루카본
- 맹그로브